# Dubbele Buurt (Amsterdam)

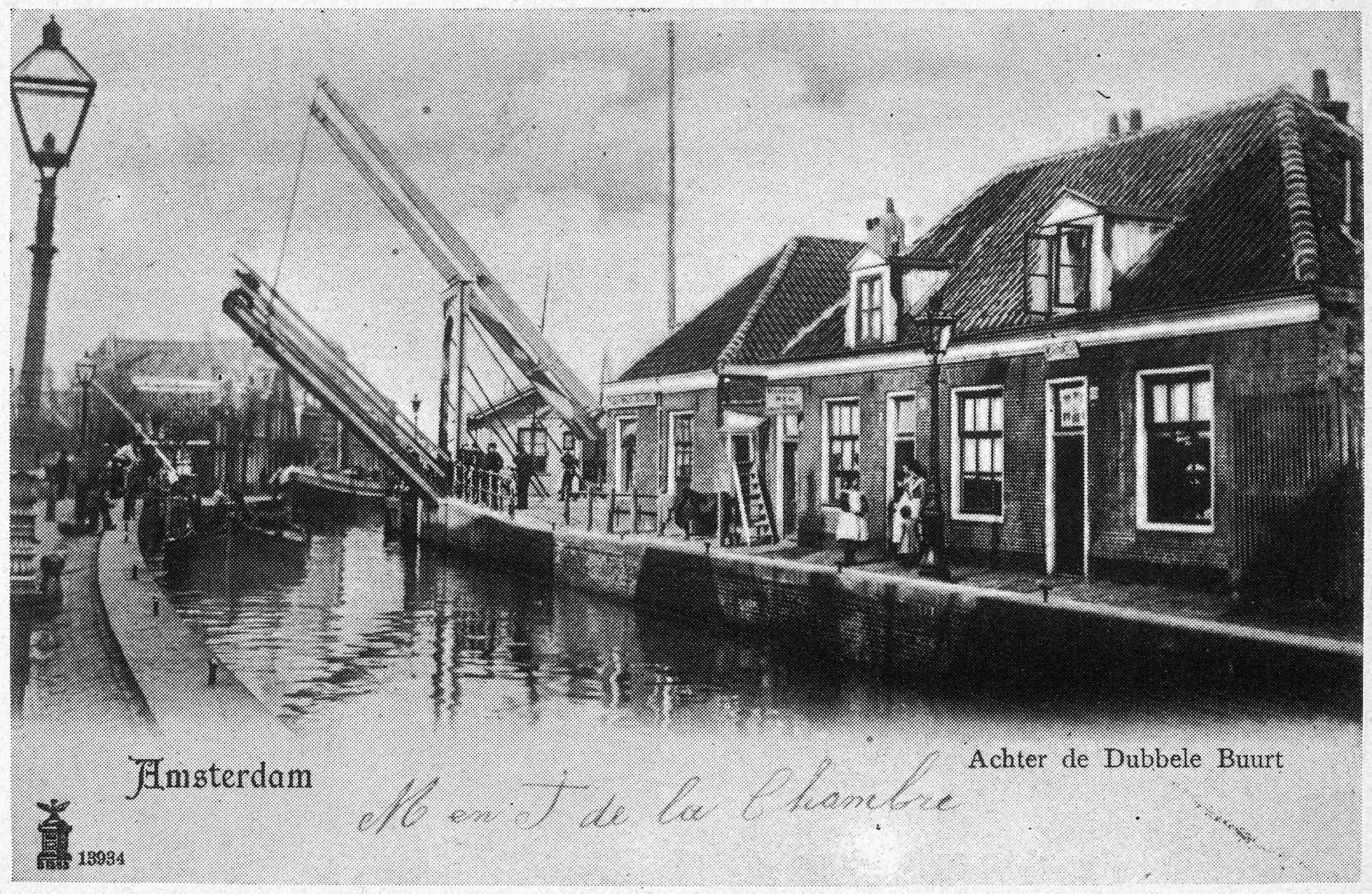
Achter de Dubbele Buurt. Links de Overtoomse Sluis met de ophaalbrug; circa 1900.

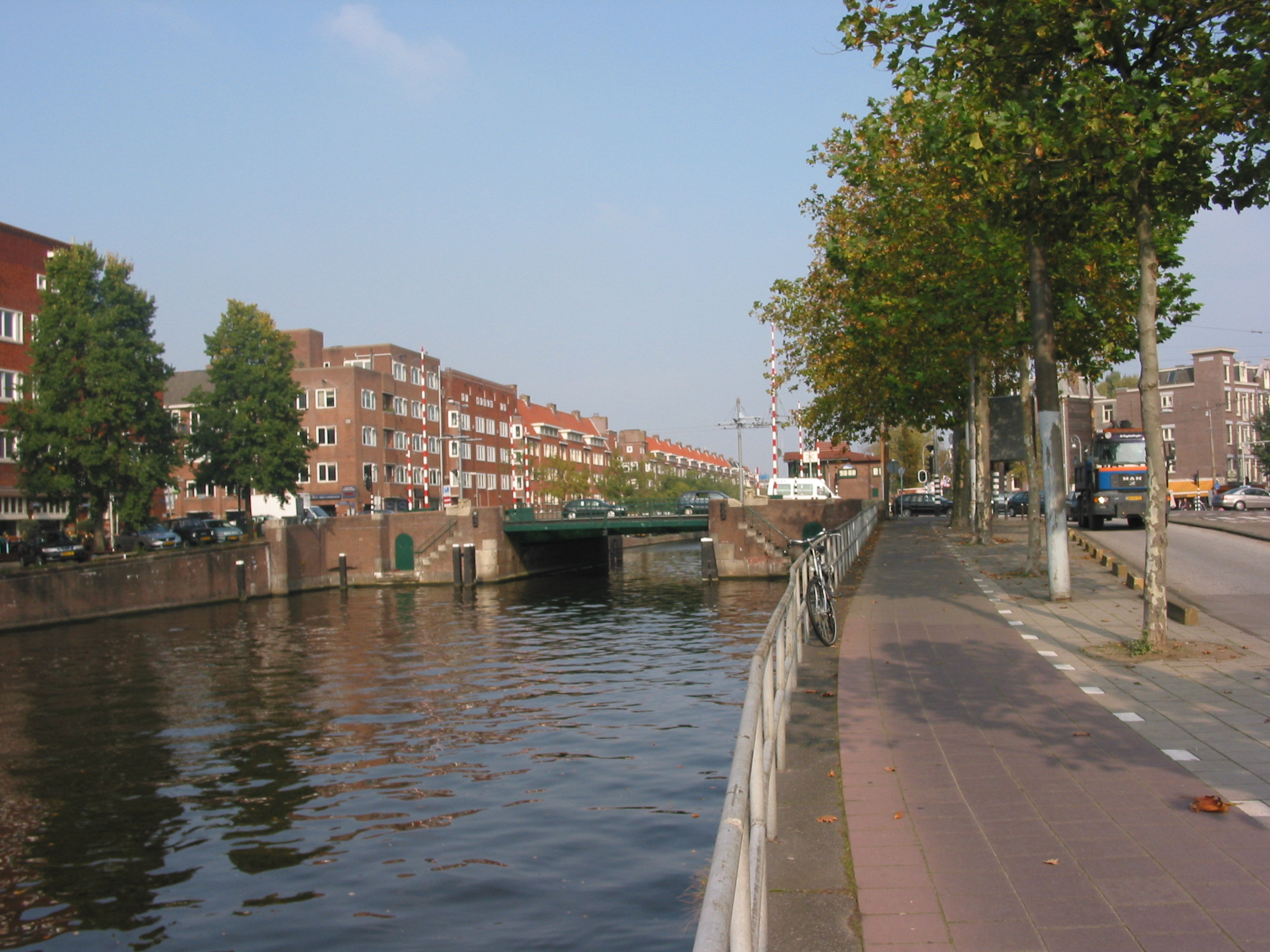
Ongeveer dezelfde locatie als de vorige foto: waar nu het water van de Schinkel en het begin van de Amstelveenseweg liggen bevond zich voor 1940 de Dubbele Buurt. Op de achtergrond de huidige Overtoomse Sluis. (brug nr. 199).

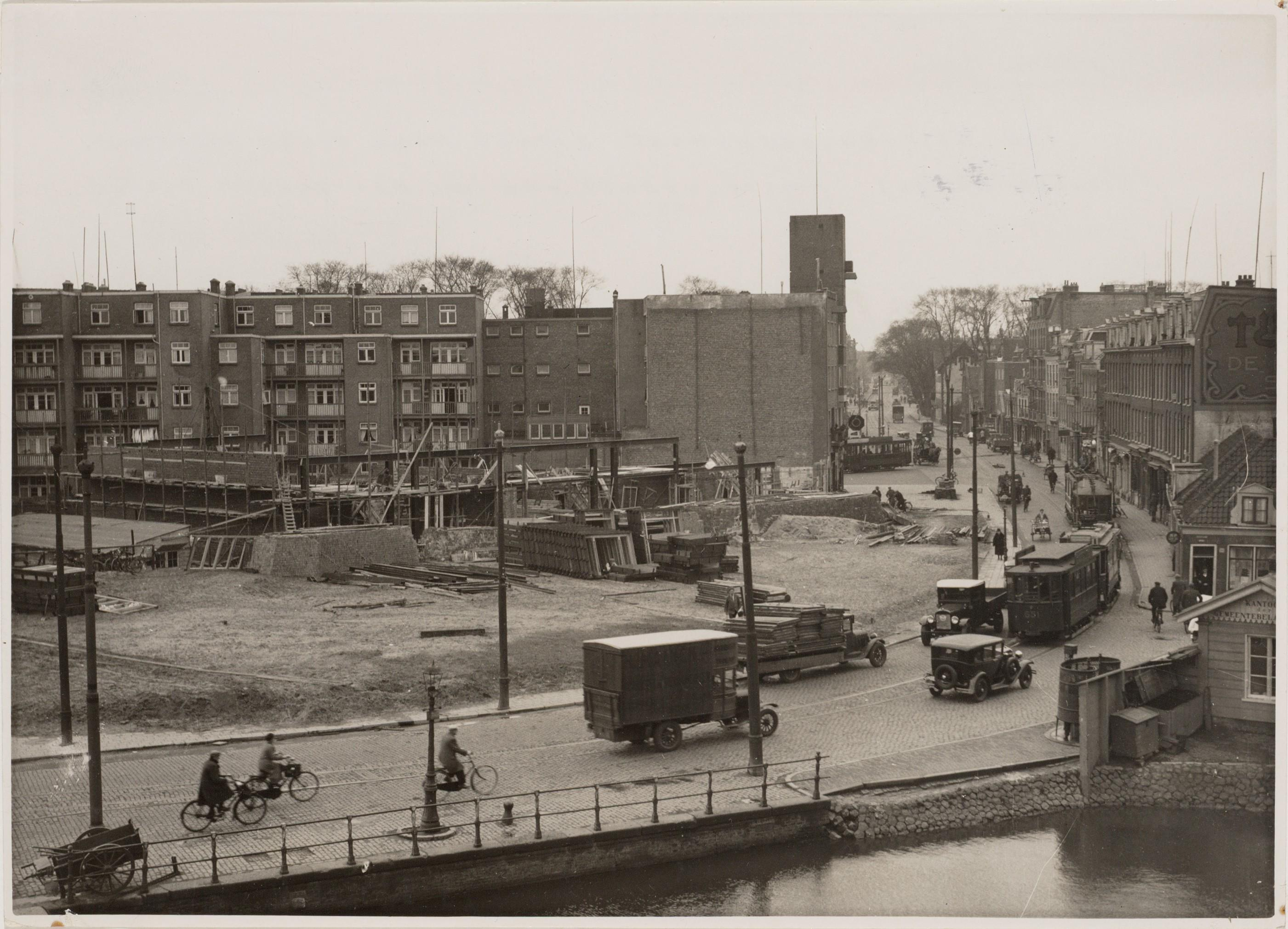
Amstelveenseweg na sloop van huizen van de Dubbele Buurt. Op de voorgrond de Schinkel; 1933.

De Dubbele Buurt is een vroegere buurt aan het begin van de Amstelveenseweg in Amsterdam-Zuid. Na de aanleg van de overtoom in de Schinkel in 1515 ontstond hier een levendige buurt met veel bedrijvigheid. Een van de bekendste gebouwen was de herberg het Leidse Veerhuis, gesloopt in 1915.
De Schinkel was tot 1896 de grens tussen de gemeente Nieuwer-Amstel (aan de oostkant) en de gemeente Sloten (aan de westkant). Vanuit Amsterdam liep de Overtoomse Vaart tot aan de overhaal.
Hier begon ook de weg naar Amstelveen, de Amstelveenseweg. Langs een groot deel van de weg was er slechts aan een kant bebouwing, alleen op het eerste stukje (tot aan de latere Zocherstraat bij het Vondelpark) stonden de huizen aan beide zijden van de weg. Zo ontstond de naam 'Dubbele Buurt'.
Een veronderstelling dat deze naam te maken had met het feit dat aan de Slotense zijde ook een buurtschap lag is onjuist. De buurt aan de westkant van de Schinkel heette Overtoomse Buurt. Na de annexatie van dit deel van Nieuwer-Amstel door Amsterdam in 1896 en van de gehele gemeente Sloten in 1921 begon de verstedelijking in deze omgeving en daarmee de neergang van de oude buurtschappen.
De overtoom werd in 1809 vervangen door een schutsluis. Een eeuw later was deze te smal geworden voor het groeiende scheepvaartverkeer. Nadat in 1942 de Nieuwe Meersluis in gebruik werd genomen kwam het einde voor de Dubbele Buurt. Een deel moest verdwijnen voor de verbreding van het vaarwater, een ander deel voor verbreding van de Amstelveenseweg. Ook de nabij liggende Overtoomse Buurt verdween voor het grootste deel voor de stedelijke bebouwing bij het Surinameplein. Van de bebouwing van voor 1933 resteren alleen nog de huizen Amstelveenseweg 54-56.
De eerste tram door de Dubbele Buurt was in 1877 de paardentramlijn Leidseplein – Amstelveenseweg, die in 1904 werd vervangen door de elektrische tram, dit was sindsdien lijn 1. Omdat er in de Dubbele Buurt slechts ruimte voor enkelspoor was, werd in 1918 een spoor richting Leidseplein gelegd door de Zocherstraat. Dit bleef in gebruik tot de gedeeltelijke sloop van de Dubbele Buurt en verbreding van de Amstelveenseweg in 1933. Van 1913 tot 1923 reed ook lijn 17 hier langs, die in 1921 werd opgevolgd door lijn 23. Van 1918 tot 1922 reed ook lijn 19 hier langs, die in 1922 werd opgevolgd door lijn 6. Deze beide lijnen bleven hier tot 1942 respectievelijk 1944, en voor stadionverkeer tot 1958. Lijn 1 bleef de route over de Amstelveenseweg volgen tot 1971, toen deze naar Osdorp werd verlegd. Van 1977-2006 (met onderbreking van juni 2002 tot december 2004) was de opnieuw ingestelde lijn 6 weer op deze route te vinden, sindsdien is er uitsluitend tramverkeer van en naar de Remise Havenstraat.